# Schule für Schauspiel Hamburg
Die Schule für Schauspiel Hamburg (SfSH) ist eine 1987 gegründete staatlich anerkannte und BAföG-geförderte private Berufsfachschule. Die Schauspielschule in Hamburg bietet eine dreijährige Berufsausbildung in Film- und Theaterschauspiel mit Abschluss der Bühnenreife an. Außerdem hat sie ein breit gefächertes Workshop- und Fortbildungsangebot.

## Geschichte
Die Schule für Schauspiel Hamburg wurde 1987 von Olivia Rüdinger und Michaela Uhlig unter dem Namen „O33“ als Fortbildungseinrichtung gegründet. Eine Weiterbildung der Künstler wurde in den Sparten Schauspiel, Gesang, Tanz und Sprechen in Zusammenarbeit mit der Zentralen Bühnen-, Fernseh- und Filmvermittlung (ZBF) angeboten. 1992 wurde eine professionelle Schauspielausbildung etabliert unter dem Namen „Schule für Schauspiel Hamburg“.
Die SfSH erhielt 2004 den Friedrich-Schütter-Preis für „herausragende Qualität in der professionellen Schauspielausbildung“. Zum 25-jährigen Jubiläum im Jahr 2012 waren neben der Hamburger Kultursenatorin Barbara Kisseler auch der britische Regisseur Michael Bogdanov und Marie Bäumer unter den Laudatoren.
Im Januar 2020 übernahmen Katharina Jann, Ulrich Meyer-Horsch und Jan Oberndorff anstelle der Gründerinnen die Geschäftsführung der SfSH.
Die Schule wird seit 1997 von einem gemeinnützigen Förderverein unterstützt, der unter anderem Stipendien, Inszenierungen und Seminare mitfinanziert.

## Ausbildung
Voraussetzung für die Aufnahme sind entweder die erfolgreiche Teilnahme an der Aufnahmeprüfung oder die Empfehlung eines Dozenten nach einem 2- oder 4-tägigen Orientierungskurs, welcher in sechs deutschen Städten und in der Schweiz angeboten wird, oder an einem 3-monatigen Vorsemester, bei dem Grundkenntnisse vermittelt werden.
Die SfSH bietet eine praxisorientierte, BAföG-anerkannte dreijährige Berufsausbildung für den Theater- und Filmbereich, wobei die Vermittlung schauspielerischer Grundlagen des Theaters im Mittelpunkt steht und durch weitere Qualifikationen für Film, TV und andere Medien ergänzt wird. Nach der Basis-Ausbildung besteht ab dem 5. Semester die Wahl zwischen einem Theater- oder Filmabschluss oder einem beide Bereiche beinhaltenden Doppelabschluss. Die Ausbildung endet mit der Bühnenreife und dem Vorsprechen bei der ZAV Künstlervermittlung Hamburg.
Für Absolventen von Schauspiel- und Musicalschulen werden sechs-monatige Fortbildungskurse mit dem Schwerpunkt Filmacting und/oder Songinterpretation angeboten. Gastdozenten bei Workshops sind unter anderem Marie Bäumer, Benjamin Teske und Jens Roth.
Weitere Angebote sind neben dem Orientierungskurs und dem Vorsemester Jugendkurse, die entweder wöchentlich oder in den Ferien belegt werden können, und Kurzseminare, die an Wochenenden für erwachsene Amateure stattfinden.

### Unterrichtsfächer (Auswahl)
- Schauspiel: Schauspieltraining (nach Grotowski, Chekhov und Lecoq), Impuls- und Ensembletraining, Improvisation, Rollenarbeit (nach Stanislawski), Grundlagen der Clownsarbeit, SourceTuning (nach Roth), physical theatre
- Monologarbeit, Textverständnis und -analyse, Textarbeit, Auswahl des Vorsprech-Repertoires
- Camera Acting (nach Meisner und Adler), kameraspezifisches Schauspieltraining
- Rhythmik, Tanz (u. a. Hip-Hop, Ballroom, Modern Dance), Choreografie und Yoga
- Gesang, Solo-Songinterpretation
- Atem-, Stimm- und Körpertraining (nach Linklater und Reich)
- Phonetik / Artikulation
- Selfmanagment
- Workshops mit Gastdozenten wie Marie Bäumer, Benjamin Teske und Jens Roth

## Kooperationen
Kooperationen bestehen mit der Zürcher Hochschule der Künste (ZHdK), dem Schleswig-Holsteinischen Landestheater, dem Theater Lüneburg. und der Hochschule für Musik und Theater sowie mit den ARD-Serien „Rote Rosen“ und „Großstadtrevier“.

## Bekannte Dozenten (Auswahl)
- Marie Bäumer
- Michael Bogdanov[1]
- Siegfried Gerlich
- Gunnar Haberland
- Ali Hakim
- Niklaus Helbling
- Katharina Jann
- Özgür Karadeniz
- Christiane Leuchtmann
- Neil Malik Abdullah
- Ulrich Meyer-Horsch
- Georg Münzel
- Jan Oberndorff
- Neda Rahmanian
- Jens Roth
- Olivia Rüdinger
- Cornelia Schirmer
- Oana Solomon
- Gerd Lukas Storzer
- Wladimir Tarasjanz
- Benjamin Teske
- Frauke Thielecke
- Herbert Trattnigg
- Michaela Uhlig
- Harald Weiler
- Samuel Weiss

## Bekannte Absolventen (Auswahl)
- Neil Malik Abdullah
- Patrick Abozen
- Jodie Leslie Ahlborn
- Björn Ahrens
- Marie Bäumer
- Christian Richard Bauer
- Tayfun Baydar
- Michael Bernhard
- Nils Doergelo
- Ercan Durmaz
- Beatrice Egli
- Aybi Era
- Oliver Franck
- Marcel Glauche
- Cem-Ali Gültekin
- Gunnar Haberland
- Manuel Hill
- Mersiha Husagic
- Ulrike Kargus
- Vanida Karun
- Birgit Corinna Lange
- Niklas Löffler
- Delio Malär
- Noah Matheis
- Jenny Maria Meyer
- Yannik Meyer
- Antonia Michalsky
- Niklas Osterloh
- Henny Reents
- Nadine Rennack
- Pheline Roggan
- Ben Ruedinger
- Daniel Schäfer
- Sarah Victoria Schalow
- Nela Schmitz
- Charley Ann Schmutzler
- David Schütter
- Jan Stapelfeldt
- Lisa Tomaschewsky
- Sascha Weingarten